# Lil Reese
 (août 2018).
Si vous disposez d'ouvrages ou d'articles de référence ou si vous connaissez des sites web de qualité traitant du thème abordé ici, merci de compléter l'article en donnant les références utiles à sa vérifiabilité et en les liant à la section « Notes et références ».
Lil Reese, de son vrai nom Tavares Taylor, né le 6 janvier 1993  à Chicago dans l'Illinois, est un rappeur américain signé sur les labels Def Jam et Glory Boyz Entertainment.
Il se fait connaître sur le titre I Don't Like de Chief Keef où il apparaît en featuring.

## Biographie
Lil Reese a attiré l'attention nationale après avoir fait une apparition sur le single à succès de Chief Keef , "I Don't Like". Après son apparition dans la vidéo de Keef, il a fait quelques vidéos sur youtube qui ont été bien accueillies par les critiques. Certaines de ses vidéos comprenaient "Beef", "Us", "Traffic", ainsi que de nombreuses autres chansons. Le succès de Reese attirera bientôt l'attention de «No ID», un producteur bien connu de la communauté Hip-Hop , qui a travaillé avec des artistes populaires tels que Kanye West, Common, et bien d'autres. Après une rencontre avec 'No ID', Lil Reese signera bientôt un contrat d'enregistrement avec le label de rap Def Jam.
En novembre 2012, Lil Reese a sorti un remix de sa chanson populaire "Us", mettant en vedette les célèbres rappeurs Rick Ross et Drake, le remix faisant finalement partie de la future mixtape de Rick Ross intitulée "The Black Bar Mitzvah". Lil Reese a également travaillé avec le producteur Young Chop, un natif de Chicago, qui a fait I Don't Like de Chief Keef. En janvier 2013, Lil Reese sortira un autre remix d'une autre chanson populaire, 'Traffic', qui met en vedette deux rappeurs vétérans, Twista et Young Jeezy. Lil Reese a également fait une apparition sur la chanson «Bodies» de Juelz Santana.

## Démêlés judiciaires
Comme beaucoup de ses collègues rappeurs de GBE, Lil Reese n'est pas étranger à la loi, en mai 2010, Lil Reese a été condamné à deux ans de probation après avoir plaidé coupable à des accusations de cambriolage.
Le 24 octobre 2012, Reese se retrouverait une fois de plus sous les yeux de la loi, lorsqu'une vidéo postée sur youtube l'accuserait physiquement d'agresser une jeune femme. L'incident a apparemment eu lieu en Février 2012. La vidéo, qui a été posté sur Youtube, montre une femme essayant de chasser quelques invités non invités à sa place de résident, elle a été confrontée par Lil Reese et coups de poing bientôt suivis, elle a été abandonnée à la étage, et un moment plus tard Lil Reese et l'un de ses affiliés masculins commence à la piétiner. Lil Reese serait arrêté dans le cadre de cette agression, le 28 avril 2013, alors qu'il dormait dans sa voiture dans le bloc 4400 de South Wells Street, à Chicago, dans le Fuller Park; il a été tenu en lieu et place d'une caution de 100 000 $.

## Controverses
Lil Reese avait une longue querelle avec Joseph 'Jo Jo' Coleman , un rappeur de Chicago et un membre de la bande criminelle "069 Brick$quad" (Gangster Disciples), qui a une histoire d’embrouille avec la bande de Lil Reese la 300 "3Hunna" (Black Disciples). Les deux ont fait de nombreuses chansons se disputant. Lil Jojo a été abattu le 4 septembre 2012 alors qu'il conduisait un vélo appartenant à l'un de ses amis. Des témoins affirment qu'un homme dans une Ford Taurus a tiré plusieurs coups de feu à Lil Jojo, il est rapidement tombé et est mort sur les lieux. La police affirme avoir récupéré une arme sur Lil Jojo, mais il n'a jamais eu l'occasion de riposter depuis qu'il a reçu une balle dans le dos. Après sa mort, Chief Keef et Lil Reese ont tous deux traité les personnes d'intérêt qui auraient pu être responsables du meurtre de Lil Jojo.

## Discographie

### Mixtapes
- 2012 : Don't Like
- 2013 : Supa Savage
- 2015 : Supa Savage 2
- 2016 : 300 Degrezz
- 2017 : Better Days
- 2017 : Supa Vulture
- 2018 : GetBackGang
- 2018 : Normal Backwrds
- 2020 :  Lamron 1